# Toten

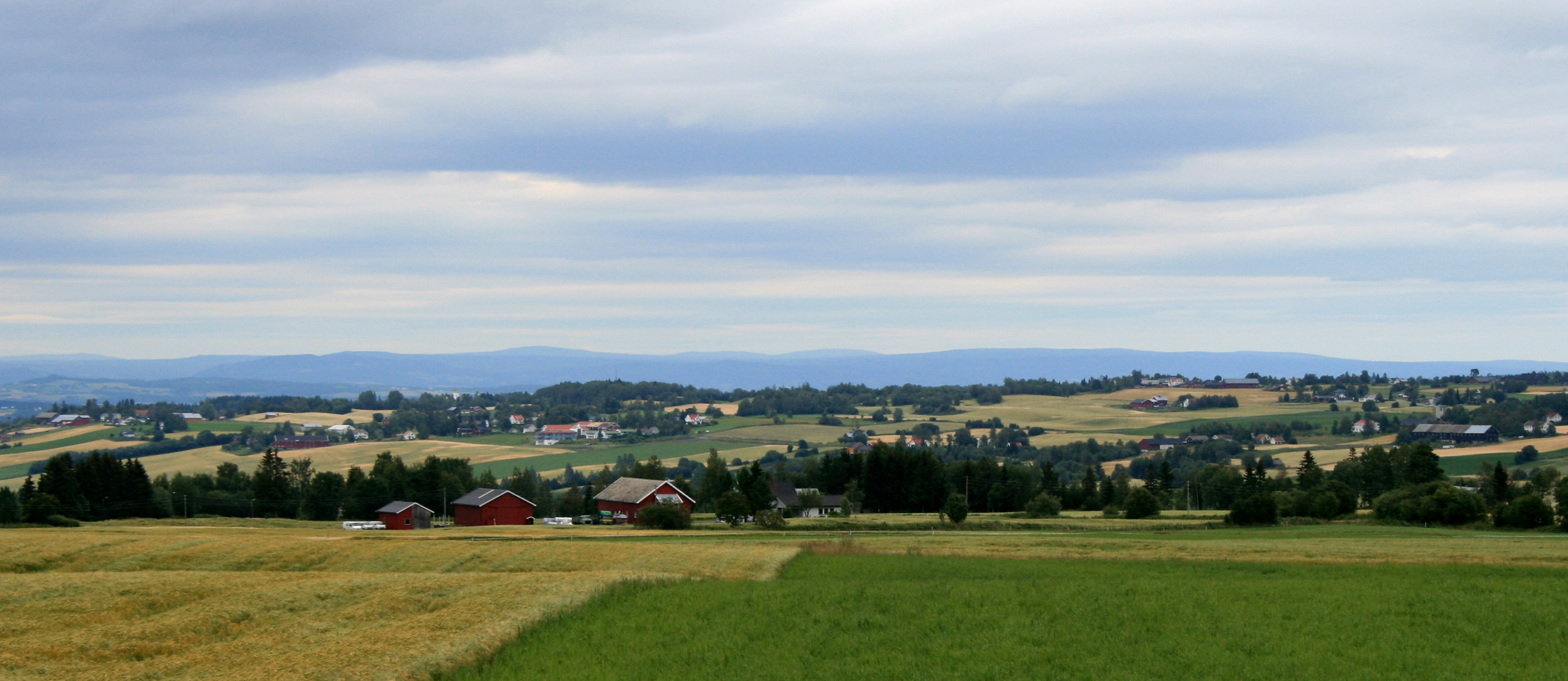
Toten a d'importants villages agricoles.

Toten est un district et landskap dans le comté d'Innland, en Norvège, qui se compose des communes d'Østre et Vestre Toten, comptant respectivement 14 973 et 13 427 habitants en 2020. Les deux communes ont une superficie totale de 810 km². Le centre administratif de Vestre Toten est Raufoss, et celui d'Østre Toten est Lena. Avec le district de Land, celui d'Hadeland et Gjøvik, Toten forme la région de Vestoppland.
Le gentilé de Toten est totning.

## Étymologie
L'origine du nom est associé au vieux norrois Þótn qui signifierait "quelque chose que l'on aime". [citation nécessaire]

## Histoire
Toten formait un petit royaume éponyme au début de l'âge des vikings. Halfdan Kvitbein en a été le roi le plus célèbre.
Toten est de longue date l'une des plus grandes régions agricoles de Norvège. Le district produisait au début du XIXe siècle suffisamment de céréales pour pouvoir en exporter dans les vallées de Valdres et Gudsbrandal, mais aussi vers Oslo. À partir de 1816, où les règles encadrant la distillation sont assouplies, la plupart des fermes distillent leur propre eau-de-vie, originellement à partir de céréales qui sont rapidemment remplacées par la pomme de terre. Le durcissement de la réglementation en 1845 conduit à la construction de distilleries industrielles pour écouler la production de pommes de terre. 
Les éleveurs, notamment à Østre Toten manquaient de pâturages et envoyaient leur bétail et chevaux estiver à Valdres et Land. À partir de 1850, les communications avec le reste du pays et l'étranger sont considérablement améliorées et les droits de douane sur les céréales sont levés. Les exploitations céréalières de Toten ne sont plus compétitives et les fermiers se réorientent vers le fourrage et les bovins. Ils engagent des spécialistes suisses pour rationaliser et moderniser la production. La première laiterie ouvre à Alm dans la commune de Vestre Toten en 1868.
Le parc industriel de Raufoss qui s'est développé à partir de la seconde moitié du XIXe siècle est la plus grande source d'emplois industriels de l'Innland.

## Politique
Toten était une circonscription parlementaire de l'amt (comté) de Kristian (Oppland) de 1906 à 1918. Le système électoral en vigueur à l'époque était uninominal majoritaire à deux tours. Toten élisait alors un député et son suppléant.
La circonscription était composée des communes rurales (herred) d'Østre et Vestre Toten, Biri et Vardal (Gjøvik), puis Eina (Vestre Toten) et Kolbu (Østre Toten) à partir de 1909 et enfin Snertingal (Gjøvik) à partir de 1912. Elle comportait environ 25 000 habitants dont 12 000 électeurs après l'instauration du suffrage féminin en 1913,.

### Élections
| Année | Arbeiderdemokratene (radicaux) | Arbeiderdemokratene (radicaux) | Arbeiderdemokratene (radicaux) | Arbeiderdemokratene (radicaux) | Venstre  | Venstre  | Venstre | Venstre | Høyre et Frisinnede Venstre | Høyre et Frisinnede Venstre | Høyre et Frisinnede Venstre | Høyre et Frisinnede Venstre | Travaillistes | Travaillistes | Travaillistes | Travaillistes |
| Année | 1er tour                       | 1er tour                       | 2d tour                        | 2d tour                        | 1er tour | 1er tour | 2d tour | 2d tour | 1er tour                    | 1er tour                    | 2d tour                     | 2d tour                     | 1er tour      | 1er tour      | 2d tour       | 2d tour       |
| Année | Votes                          | Part                           | Votes                          | Part                           | Votes    | Part     | Votes   | Part    | Votes                       | Part                        | Votes                       | Part                        | Votes         | Part          | Votes         | Part          |
| ----- | ------------------------------ | ------------------------------ | ------------------------------ | ------------------------------ | -------- | -------- | ------- | ------- | --------------------------- | --------------------------- | --------------------------- | --------------------------- | ------------- | ------------- | ------------- | ------------- |
| 1906  | 1 773                          | 48,8%                          |                                |                                | 1 845    | 50,8%    |         |         |                             |                             |                             |                             |               |               |               |               |
| 1909  | 1 719 946                      | 44,3%                          | 3 398                          | 48,5%                          | 459*     | 7,6%     |         |         | 2 877                       | 47,9%                       | 3 605                       | 51,4%                       |               |               |               |               |
| 1912  | 2 663                          | 54,5%                          |                                |                                |          |          |         |         | 2 224                       | 45,5%                       |                             |                             |               |               |               |               |
| 1915  | 4 887                          | 50,2%                          |                                |                                |          |          |         |         | 4 114                       | 42,3%                       |                             |                             | 733           | 7,5%          |               |               |
| 1918  | 3 705                          | 38,0%                          | 4 796                          | 46,3%                          | 4 299 ** | 44,1%    | 4 701   | 45,4%   |                             |                             |                             |                             | 1 741         | 17,9%         | 865           | 8,3%          |

*en alliance avec le parti de l'Église et le parti de l'abstinence. 
**en alliance avec Norsk Landmandsforbund, précurseur du parti du centre.

### Députés
| Période   | Profession, Nom, Résidence              | Parti(s)                         | Adjoint                                    |
| --------- | --------------------------------------- | -------------------------------- | ------------------------------------------ |
| 1907-1909 | Agriculteur Mathias Larsen Blilie, Eina | Venstre et parti de la coalition | Agriculteur Peder Madsen Wang, Østre Toten |
| 1910-1912 | Agriculteur Mathias Larsen Blilie, Eina | Frisinnede Venstre et Høyre      | Agriculteur, L. J. J. Bjørnstad, Biri      |
| 1913-1915 | Juge Johan Castberg, Østre Toten(1)     | Arbeiderdemokratene et Venstre   | Capitaine Alf Mjøen, Vardal                |
| 1916-1918 | Capitaine Alf Mjøen, Vardal             | Arbeiderdemokratene              | Agriculteur Otto Kubberud, Østre Toten     |
| 1919-1921 | Major Alf Mjøen, Vardal                 | Arbeiderdemokratene              | Artisan Otto Kubberud, Østre Toten         |

(1) Castberg fut également élu par la circonscription du sud de la vallée de Gudbrandsdal, et choisit de sièger pour celle-ci. Il fut donc remplacé par son suppléant, Alf Mjøen.

## Dialecte
Le dialecte de Toten (totning) fait partie des langues d'Oppland (dialectes de Toten, Hadeland, Land, Solør, Odalen et Hedmarken), et diffère en plusieurs points des normes écrites officielles. Par exemple, le dialecte de Toten a longtemps conservé le datif comme un cas distinct, et accorde les adjectifs et participe passés, comme dans le nynorsk, mais pas le bokmål, où l'accord a été aboli en 1907.

## Principales localités
Populations au 1er janvier 2020:
- Raufoss - Vestre Toten - 7 737
- Kapp - Østre Toten - 2 126
- Lena - Østre Toten - 1 255
- Reinsvoll - Vestre Toten - 1 041
- Skreia - Østre Toten - 1 079
- Bøverbru - Vestre Toten - 755
- Eina - Vestre Toten - 702
- Kolbu - Østre Toten - 654
- Nordlia - Østre Toten - 644
- Lensbygda - Østre Toten - 499
- Sletta - Østre Toten - 298